# Marriott International
Marriott International ([ˈmærɪət ˌɪntəˈnæʃənl]), «Ма́рриотт интернэ́шнл» — международная компания по управлению гостиничными сетями со штаб-квартирой в США. Оказывает услуги по управлению 7300 гостиницами общей вместимостью 1,9 млн номеров под 30 брендами в 120 странах мира (на 2019 год).

## История
В 1927 году американец Джон Уиллард Марриотт и его супруга Элис основали семейный бизнес, открыв в Вашингтоне маленький бар по продаже безалкогольных травяных газированных напитков. Чуть позже, когда к холодным закускам добавилась ещё и горячая еда, заведение получило название The Hot Shoppe, ставшее впоследствии именем фирмы, под маркой которой возникла ресторанная сеть. Через десять лет Джон Марриотт подписал контракт с Eastern American, United и Capital Airlines, и его фирма стала первым поставщиком готовых обедов на рейсы этих авиакомпаний.
В 1957 году компания открыла свой первый отель — Twin Bridges Marriott Motor Hotel в округе Арлингтон (штат Виргиния) (здание было разрушено в 1990 году). В 1964 году сын основателя компании стал её президентом и начал её реструктуризацию, компания приобрела права на обслуживание авиаперевозок, покупала сети ресторанов и гостиницы. В 1967 году название компании было изменено на Marriott Corporation, в следующем году её акции начали котироваться на Нью-Йоркской фондовой бирже. В 1969 году компания Марриотт заявила о себе на международном рынке, открыв отель Paraiso в Акапулько. В последующие годы компания бурно развивалась: открывались новые отели, основывались новые бренды и приобретались работающие небольшие цепочки в сфере торговли и услуг. Первоначально компания занималась только дорогими отелями, однако в начале 1980-х решила занять и другие ниши на гостиничном рынке, в частности, первая гостиница бренда Courtyard — с умеренными ценами — была открыта в 1983 году недалеко от города Атланта. В следующем году Marriott приобрела сеть курортных гостиниц American Resorts Group. Также в этот период, для ускорения роста сети, компания начала продавать отели, заключая с новыми владельцами контракты на управление. После смерти отца в 1985 году председателем правления компании стал сын основателя Джон Уиллард Марриотт младший.
В 1987 году была куплена сеть Residence Inn Company, также в этом году была открыта первая гостиница экономкласса под брендом Fairfield Inn; к концу 1988 года количество гостиниц под управлением Marriott достигло 470. В 1989 году Marriott начала реструктуризацию: было продано подразделение снабжения авиакомпаний (компании Caterair International за $570 млн), в следующем году были проданы сети ресторанов (компании Hardee’s Food System за $365 млн). Изменение налогового законодательства в США в 1986 году усложнило для Marriott продажу гостиниц, и к началу 1990-х годов долг компании, накопленный от строительства новых гостиниц, достиг $3,4 млрд. Для решения этой проблемы, в 1994 году корпорация разделилась на две отдельные компании: Marriott International, Inc. и Host Marriott Corporation. Первая из них занимается исключительно развитием сети отелей, скупая полностью или частично другие гостиничные сети (760 отелей на момент образования, 1400 в 1997 году), а вторая — всем, что может принести доход в областях, связанных с дополнительными услугами для гостей: например, обслуживание в аэропортах, строительством спортивных и развлекательных сооружений (также на вторую из компаний была записана большая часть долга, $2,9 млрд).
В 1995 году Marriott International купила за $200 млн 49 % акций The Ritz-Carlton Hotel Company LLC, в последующие несколько лет оставшиеся 51 %. В 1997 году были основаны сети Marriott Executive Residences, ориентированная на тех, кто отправлялся в долгосрочные командировки в Европу или на Ближний Восток и TownePlace Suites by Marriott, а также куплена сеть Renaissance Hotel Group N.V. (за $916 млн).
В 1997 году в Москве была открыта пятизвездочная гостиница класса «люкс» Марриотт Москва Грандъ-Отель, расположенная в центральной части Москвы на Тверской улице.
В 2015 году была куплена канадская сеть из 38 гостиниц Delta hotels за $168 млн.
В марте 2016 года было объявлено о приобретении Marriott International гостиничной сети Starwood Hotels and Resorts Worldwide. Сумма сделки — $13,6 млрд. В результате слияния была создана одна из крупнейших в мире гостиничных компаний, которая управляет более, чем 6 тысячами гостиниц, или 1,1 млн номеров по всему миру. К 19 брендам Marriott добавились 11 брендов Starwood, в том числе Sheraton и Westin.
28 января 2019 года журнал Forbes представил рейтинг «Крупнейшие отельные сети России». Сеть отелей Marriott International, владеющая 29 объектами в 13 регионах России, заняла первое место в данном рейтинге. В 2018 году доход Marriott International от сдачи номеров на территории России составил 246 000 000 долларов.

## Руководство
- Джон Уиллард Марриотт младший (J.W. Marriott, Jr.) — исполнительный председатель с 2012 года и председатель правления с 1985 года, в компании с 1956 года, президент компании с 1964 года, главный исполнительный директор с 1972 года.
- Энтони Капуано (Anthony G. Capuano) — главный исполнительный директор с февраля 2021 года[2].

## Деятельность
Под торговыми марками, принадлежащими Marriott International, работают 6080 гостиниц общей вместимостью 1 190 604 комнаты, однако только 22 отеля на 9900 комнат находятся в собственности компании, остальные действуют на правах франчайзинга (54 % от числа комнат) или находятся под управлением (44 %). Две трети от общего числа комнат находятся в США и Канаде. Средняя загруженность в 2016 году составила 72,5 % (74,2 % в Северной Америке, 68,5 % в других регионах). Крупнейшими отелями в собственности компании являются:
- Sheraton Centre Toronto Hotel (Торонто, Канада, 1372 номера);
- The Westin Peachtree Plaza, Atlanta (Атланта, штат Джорджия, США, 1073 номера);
- Le Centre Sheraton Montreal Hotel (Монреаль, Канада, 825 номеров);
- Sheraton Mexico City Maria Isabel Hotel (Мехико, Мексика, 755 номеров);
- Sheraton Buenos Aires Hotel & Convention Center (Буэнос-Айрес, Аргентина, 740 номеров)[1].

| Год                 | 2000  | 2001  | 2002  | 2003  | 2004  | 2005  | 2006  | 2007  | 2008  | 2009   | 2010  | 2011   | 2012   | 2013   | 2014   | 2015   | 2016  |
| ------------------- | ----- | ----- | ----- | ----- | ----- | ----- | ----- | ----- | ----- | ------ | ----- | ------ | ------ | ------ | ------ | ------ | ----- |
| Оборот              | 7,911 | 7,768 | 8,222 | 8,712 | 9,778 | 11,13 | 12,00 | 12,99 | 12,88 | 10,91  | 11,69 | 12,32  | 11,81  | 12,78  | 13,80  | 14,49  | 17,07 |
| Чистая прибыль      | 0,479 | 0,236 | 0,277 | 0,502 | 0,596 | 0,669 | 0,608 | 0,696 | 0,362 | -0,346 | 0,458 | 0,198  | 0,571  | 0,626  | 0,753  | 0,859  | 0,780 |
| Активы              | 8,237 | 9,107 | 8,296 | 8,177 | 8,668 | 8,530 | 8,588 | 8,942 | 8,903 | 7,933  | 8,983 | 5,910  | 6,342  | 6,794  | 6,833  | 6,082  | 24,14 |
| Собственный капитал | 3,267 | 3,478 | 3,573 | 3,838 | 4,081 | 3,252 | 2,618 | 1,429 | 1,380 | 1,142  | 1,585 | -0,781 | -1,285 | -1,415 | -2,200 | -3,590 | 5,357 |

### Корпоративная культура
В 2013 году Marriott International заняла 69 место в рейтинге 100 лучших работодателей, который каждый год публикует Fortune. 10 % сотрудников работают в компании по 20 лет и больше. Сотрудники компании могут пользоваться услугами детского сада, корпоративных фитнесс-центров; действует программа сокращенной недели (рабочий день увеличивается так, чтобы можно было не работать в пятницу); есть возможность работать удаленно; действует политика устранения дискриминации, в том числе относительно людей нетрадиционной сексуальной ориентации.
Действуют программы повышения квалификации. Так, за счет компании действуют онлайновые курсы иностранных языков «Rosetta Stone» («Розеттский камень»), где сотрудники могут выбирать из 30 языков.

## Бренды
- Marriott Hotels (546 отелей на 194 тысячи номеров)
- Courtyard by Marriott (1319 отелей)
- Sheraton (449 отелей на 159 тысяч номеров)
- Residence Inn (734 отеля на 90 тысяч номеров)
- Westin (217 отелей на 81 тысячу номеров)
- Fairfield Inn & Suites (840 отелей на 78 тысяч номеров)
- Renaissance Hotels (163 отеля на 52 тысячи номеров)
- SpringHill Suites (359 отелей на 43 тысячи номеров, США и Канада)
- Four Points (227 отелей на 41 тысячу номеров)
- JW Marriott (80 отелей на 35 тысяч номеров)
- TownePlace Suites (301 отель на 30 тысяч номеров, США и Канада)
- Le Meridien (106 отелей на 28 тысяч номеров)
- Ritz-Carlton (98 отелей на 28 тысяч номеров)
- Autograph Collection Hotels (111 отелей на 25 тысяч номеров)
- Aloft Hotels (116 отелей на 20 тысяч номеров)
- The Luxury Collection (97 отелей на 19 тысяч номеров)
- W Hotels (51 отель на 14 тысяч номеров)
- AC Hotels by Marriott (95 отелей на 13 тысяч номеров)
- Delta Hotels (37 отелей на 10 тысяч номеров, Канада и США)
- Protea Hotels (97 отелей на 9 тысяч номеров)
- St. Regis (38 отелей на 8 тысяч номеров)
- Gaylord Hotels (5 отелей на 8 тысяч номеров, США)
- Tribute Portfolio (22 отеля на 5 тысяч номеров)
- Marriott Executive Apartments (28 отелей на 4 тысячи номеров)
- Element Hotels (23 отеля на 3 тысячи номеров)
- Moxy Hotels (7 отелей на 1300 номеров)
- EDITION (4 отеля на 1300 номеров, США, Европа и Азия)
- Bulgari Hotels & Resorts (3 отеля на 200 номеров, Европа и Азия)
- Marriott Vacation Club
- Design Hotels[1]